# کاوریاگو
کاوریاگو (به ایتالیایی: Cavriago) یک کومونه در ایتالیا است که در استان رجو امیلیا واقع شده‌است.

## خصوصیات
کاوریاگو ۱۷٫۰ کیلومترمربع مساحت و ۹٬۲۲۹ نفر جمعیت دارد.

## خواهرخوانده
شهر Bender خواهرخواندهٔ کاوریاگو هست.